# Høgekletten
Der Høgekletten (norwegisch für Hoher Hügel) ist ein 2465 m hoher Nunatak im ostantarktischen Königin-Maud-Land. Im Gebirge Sør Rondane ragt er 28 km südwestlich des Bamsefjell im westlichen Teil der Blåklettane auf.
Wissenschaftler des Norwegischen Polarinstituts benannten ihn 1988.